# Grand Prix Monako 1959
Grand Prix Monako 1959 (oryg. Grand Prix Automobile de Monaco) – 1. runda Mistrzostw Świata Formuły 1 w sezonie 1959, która odbyła się 10 maja 1959 po raz 6. na torze Circuit de Monaco.
17. Grand Prix Monako, 6. zaliczane do Mistrzostw Świata Formuły 1.

## Wyniki

### Kwalifikacje
Źródło: statsf1.com
| P                       | Nr | Kierowca                 | Konstruktor(-silnik) | Opony | Czas   | Odstęp | Strata |
| ----------------------- | -- | ------------------------ | -------------------- | ----- | ------ | ------ | ------ |
| 1                       | 30 | Stirling Moss            | Cooper-Climax        | D     | 1:39,6 | –      | –      |
| 2                       | 46 | Jean Behra               | Ferrari              | D     | 1:40,0 | +0,4   | +0,4   |
| 3                       | 24 | Jack Brabham             | Cooper-Climax        | D     | 1:40,1 | +0,1   | +0,5   |
| 4                       | 50 | Tony Brooks              | Ferrari              | D     | 1:41,0 | +0,9   | +1,4   |
| 5                       | 48 | Phil Hill                | Ferrari              | D     | 1:41,3 | +0,3   | +1,7   |
| 6                       | 32 | Maurice Trintignant      | Cooper-Climax        | D     | 1:41,7 | +0,4   | +2,1   |
| 7                       | 18 | Jo Bonnier               | BRM                  | D     | 1:42,3 | +0,6   | +2,7   |
| 8                       | 38 | Roy Salvadori            | Cooper-Maserati      | D     | 1:42,4 | +0,1   | +2,8   |
| 9                       | 16 | Harry Schell             | BRM                  | D     | 1:43,0 | +0,6   | +3,4   |
| 10                      | 20 | Ron Flockhart            | BRM                  | D     | 1:43,1 | +0,1   | +3,5   |
| 11                      | 26 | Masten Gregory           | Cooper-Climax        | D     | 1:43,2 | +0,1   | +3,6   |
| 12                      | 6  | Wolfgang von Trips       | Porsche              | D     | 1:43,8 | +0,6   | +4,2   |
| 13                      | 22 | Bruce McLaren            | Cooper-Climax        | D     | 1:43,9 | +0,1   | +4,3   |
| 14                      | 40 | Graham Hill              | Lotus-Climax         | D     | 1:43,9 | +0,0   | +4,3   |
| 15                      | 52 | Cliff Allison            | Ferrari              | D     | 1:44,4 | +0,5   | +4,8   |
| 16                      | 44 | Bruce Halford            | Lotus-Climax         | D     | 1:44,8 | +0,4   | +5,2   |
| Nie zakwalifikowali się |    |                          |                      |       |        |        |        |
| 17                      | 34 | Ivor Bueb                | Cooper-Climax        | D     | 1:44,9 | +0,1   | +5,3   |
| 18                      | 54 | Giorgio Scarlatti        | Maserati             | D     | 1:45,0 | +0,1   | +5,4   |
| 19                      | 10 | Lucien Bianchi           | Cooper-Climax        | D     | 1:45,4 | +0,4   | +5,8   |
| 20                      | 12 | Alain de Changy          | Cooper-Climax        | D     | 1:45,4 | +0,0   | +5,8   |
| 21                      | 4  | Maria Teresa de Filippis | Porsche              | D     | 1:47,8 | +2,4   | +8,2   |
| 22                      | 42 | Pete Lovely              | Lotus-Climax         | D     | 1:47,9 | +0,1   | +8,3   |
| 23                      | 14 | Jean Lucienbonnet        | Cooper-Climax        | D     | 1:50,9 | +3,0   | +11,3  |
| 24                      | 56 | André Testut             | Maserati             | D     | 1:59,1 | +8,2   | +19,5  |
| P                       | Nr | Kierowca                 | Konstruktor(-silnik) | Opony | Czas   | Odstęp | Strata |

### Wyścig
Źródła: statsf1.com
| P                                                     | + / – | Nr | Kierowca                 | Konstruktor     | Opony | Okr. | Czas / Strata | Komentarz              |
| ----------------------------------------------------- | ----- | -- | ------------------------ | --------------- | ----- | ---- | ------------- | ---------------------- |
| 1                                                     | 2     | 24 | Jack Brabham             | Cooper-Climax   | D     | 100  | 2:55:51,3     |                        |
| 2                                                     | 2     | 50 | Tony Brooks              | Ferrari         | D     | 100  | +20,4         |                        |
| 3                                                     | 3     | 32 | Maurice Trintignant      | Cooper-Climax   | D     | 98   | +2 okr.       |                        |
| 4                                                     | 1     | 48 | Phil Hill                | Ferrari         | D     | 97   | +3 okr.       |                        |
| 5                                                     | 8     | 22 | Bruce McLaren            | Cooper-Climax   | D     | 96   | +4 okr.       |                        |
| 6                                                     | 2     | 38 | Roy Salvadori            | Cooper-Maserati | D     | 83   | +17 okr.      | przekładnia            |
| Niesklasyfikowani                                     |       |    |                          |                 |       |      |               |                        |
|                                                       |       | 30 | Stirling Moss            | Cooper-Climax   | D     | 81   | +19 okr.      | przekładnia            |
|                                                       |       | 20 | Ron Flockhart            | BRM             | D     | 64   | +36 okr.      | hamulce                |
|                                                       |       | 16 | Harry Schell             | BRM             | D     | 48   | +52 okr.      | zbiornik paliwa        |
|                                                       |       | 18 | Jo Bonnier               | BRM             | D     | 44   | +56 okr.      | wypadek                |
|                                                       |       | 46 | Jean Behra               | Ferrari         | D     | 24   | +76 okr.      | silnik                 |
|                                                       |       | 40 | Graham Hill              | Lotus-Climax    | D     | 21   | +79 okr.      | osłona cieplna         |
|                                                       |       | 26 | Masten Gregory           | Cooper-Climax   | D     | 6    | +94 okr.      | skrzynia biegów        |
|                                                       |       | 44 | Bruce Halford            | Lotus-Climax    | D     | 1    | +99 okr.      | wypadek                |
|                                                       |       | 52 | Cliff Allison            | Ferrari         | D     | 1    | +99 okr.      | wypadek                |
|                                                       |       | 6  | Wolfgang von Trips       | Porsche         | D     | 1    | +99 okr.      | wypadek                |
| Niezakwalifikowani                                    |       |    |                          |                 |       |      |               |                        |
|                                                       |       | 34 | Ivor Bueb                | Cooper-Climax   | D     | 0    |               | nie zakwalifikował się |
|                                                       |       | 54 | Giorgio Scarlatti        | Maserati        | D     | 0    |               | nie zakwalifikował się |
|                                                       |       | 10 | Lucien Bianchi           | Cooper-Climax   | D     | 0    |               | nie zakwalifikował się |
|                                                       |       | 12 | Alain de Changy          | Cooper-Climax   | D     | 0    |               | nie zakwalifikował się |
|                                                       |       | 4  | Maria Teresa de Filippis | Porsche         | D     | 0    |               | nie zakwalifikował się |
|                                                       |       | 42 | Pete Lovely              | Lotus-Climax    | D     | 0    |               | nie zakwalifikował się |
|                                                       |       | 14 | Jean Lucienbonnet        | Cooper-Climax   | D     | 0    |               | nie zakwalifikował się |
|                                                       |       | 56 | André Testut             | Maserati        | D     | 0    |               | nie zakwalifikował się |
| Nie wystartowali / niedopuszczeni do ponownego startu |       |    |                          |                 |       |      |               |                        |
|                                                       |       | 2  | Wolfgang Seidel          | Porsche         | D     | 0    |               | samochód niedostępny   |
|                                                       |       | 8  | Fritz d’Orey             | Maserati        | D     | 0    |               | samochód niedostępny   |
|                                                       |       | 28 | Brian Whitehouse         | Cooper-Climax   | D     | 0    |               | nie przybył            |
|                                                       |       | 36 | Paul Emery               | Cooper-Alta     | D     | 0    |               | samochód niedostępny   |
|                                                       |       | 58 | Ken Kavanagh             | Maserati        | D     | 0    |               | samochód niedostępny   |
| P                                                     | + / – | Nr | Kierowca                 | Konstruktor     | Opony | Okr. | Czas / Strata | Komentarz              |

### Najszybsze okrążenie
Źródło: statsf1.com
| Nr | Kierowca     | Konstruktor   | Czas   | Okr. |
| -- | ------------ | ------------- | ------ | ---- |
| 24 | Jack Brabham | Cooper-Climax | 1:40,4 | 83   |

### Prowadzenie w wyścigu
Źródło: statsf1.com
| Nr                              | Kierowca      | Konstruktor   | Okrążenia | Suma |
| ------------------------------- | ------------- | ------------- | --------- | ---- |
| 30                              | Stirling Moss | Cooper-Climax | 22-81     | 60   |
| 46                              | Jean Behra    | Ferrari       | 1-21      | 21   |
| 24                              | Jack Brabham  | Cooper-Climax | 82-100    | 19   |
| \| Wykres \| \| ------ \| \| \| |               |               |           |      |
| Wykres                          |               |               |           |      |
|                                 |               |               |           |      |

## Klasyfikacja po wyścigu
Pierwsza piątka otrzymywała punkty według klucza 8-6-4-3-2, 1 punkt przyznawany był dla kierowcy, który wykonał najszybsze okrążenie w wyścigu. Liczone było tylko 5 najlepszych wyścigów danego kierowcy. W nawiasach podano wszystkie zebrane punkty, nie uwzględniając zasady najlepszych wyścigów.
Uwzględniono tylko kierowców, którzy zdobyli jakiekolwiek punkty
| P | +/− | Kierowca            | Starty | Punkty | P1 | P2 | P3 | PP | NO | NS |
| - | --- | ------------------- | ------ | ------ | -- | -- | -- | -- | -- | -- |
| 1 | N   | Jack Brabham        | 1      | 9      | 1  | –  | –  | –  | 1  | –  |
| 2 | N   | Tony Brooks         | 1      | 6      | –  | 1  | –  | –  | –  | –  |
| 3 | N   | Maurice Trintignant | 1      | 4      | –  | –  | 1  | –  | –  | –  |
| 4 | N   | Phil Hill           | 1      | 3      | –  | –  | –  | –  | –  | –  |
| 5 | N   | Bruce McLaren       | 1      | 2      | –  | –  | –  | –  | –  | –  |
| P | +/− | Kierowca            | Starty | Punkty | P1 | P2 | P3 | PP | NO | NS |

### Konstruktorzy
Tylko jeden, najwyżej uplasowany kierowca danego konstruktora, zdobywał dla niego punkty. Również do klasyfikacji zaliczano 5 najlepszych wyników.
| P                 | +/− | Konstruktor     | Starty | Punkty | P1 | P2 | P3 | PP | NO | NS |
| ----------------- | --- | --------------- | ------ | ------ | -- | -- | -- | -- | -- | -- |
| 1                 | N   | Cooper-Climax   | 5      | 8      | 1  | –  | 1  | 1  | 1  | 2  |
| 2                 | N   | Ferrari         | 4      | 6      | –  | 1  | –  | –  | –  | 2  |
| Niesklasyfikowani |     |                 |        |        |    |    |    |    |    |    |
|                   |     | Cooper-Maserati | 1      | 0      | –  | –  | –  | –  | –  | –  |
|                   |     | BRM             | 3      | 0      | –  | –  | –  | –  | –  | 3  |
|                   |     | Lotus-Climax    | 2      | 0      | –  | –  | –  | –  | –  | 2  |
|                   |     | Porsche         | 1      | 0      | –  | –  | –  | –  | –  | 1  |
|                   |     | Maserati        | 0      | 0      | –  | –  | –  | –  | –  | –  |
| P                 | +/− | Kierowca        | Starty | Punkty | P1 | P2 | P3 | PP | NO | NS |